# Karl-Heinz Krumm
Karl-Heinz Krumm (* 21. April 1930 in Rostock; † 1992 in Costa Rica) war ein deutscher Journalist.

## Leben
Krumm war Mitglied der nach Ende des Zweiten Weltkrieges gegründeten Liberal-Demokratischen Partei Deutschlands (LDPD) und begann in Schwerin mit ersten journalistischen Tätigkeiten als Volontär der Norddeutschen Zeitung. Am 28. Oktober 1949 wurde er im Zuge von Massenverhaftungen, die mit der Gleichschaltung der LDPD zur Blockpartei einhergingen, festgenommen und im Schweriner Justizgebäude zusammen mit 13 Freunden der „antisowjetischen Propaganda“ sowie „illegaler Gruppenbildung“ angeklagt. Am 21. Juli 1950 erfolgte durch das Sowjetische Militärtribunal Nr. 48240 nach Artikel 58-2 und 58-10 des Strafgesetzbuches der RSFSR die Verurteilung zu 25 Jahren Haft in einem Isprawitel'no-trudowoj lager – einem Besserungs-Arbeitslager des sowjetischen GULag-Systems. Von September bis November 1950 war Krumm zunächst in der Justizvollzugsanstalt Bautzen inhaftiert, bevor das erstinstanzliche Urteil aufgehoben wurde. So kam es vor demselben Militärtribunal zu einer erneuten Verhandlung, die nach Artikel 58-2, 58-10, Abs. 2 und 58-11 StGB der RSFSR am 23. November mit dem gleichen Urteilsspruch wie das erste Verfahren endete. Krumm verbüßte die Haft in den sibirischen Lagern Arbeitslager Workuta und RetschLag, wo er hauptsächlich Arbeiten im Kohleschacht und handwerkliche Tätigkeiten ableisten musste. Nach einer Moskaureise von Bundeskanzler Konrad Adenauer entließ man Krumm am 15. Dezember 1955 auf Grundlage des Präsidiumserlasses des Obersten Sowjets der UdSSR vom 28. September gleichen Jahres.
Nach der Rückkehr nach Deutschland widmete er sich wieder dem Journalismus und fand bei der Werra-Rundschau im hessischen Eschwege eine Anstellung. Durch gute Kontakte zum stellvertretenden Chefredakteur Karl-Hermann Flach, den er von der Norddeutschen Zeitung her kannte, wechselte er schließlich zur Frankfurter Rundschau. Dort war Krumm zunächst für die Berichterstattung über Justiz und der Polizei zuständig; später schrieb er auch zu Terrorismus und anderen innenpolitischen Themenfeldern. 1990 zog er sich vom Redaktionsdienst zurück. 
Am 17. Mai 1991 wurde Krumm von der Sowjetunion offiziell rehabilitiert. 1992 verstarb er zum Ende eines Urlaubs in Costa Rica infolge eines Unfalls. Sein journalistischer Nachlass lagert im Institut für Stadtgeschichte in Frankfurt am Main.

## Auszeichnungen
- 1966: Theodor-Wolff-Preis
- 1975: Theodor-Wolff-Preis